# Ясинове (Подільський район)
Ясино́ве — село в Україні, у Куяльницькій сільській громаді Подільського району Одеської області. Населення — 29 осіб.

## Історія
12 червня 2020 року, відповідно до Розпорядження Кабінету Міністрів України від № 724-р «Про визначення адміністративних центрів та затвердження територій територіальних громад Одеської області», увійшло до складу Куяльницької сільської територіальної громади.
19 липня 2020 року, в результаті адміністративно-територіальної реформи і ліквідації Подільського району (1923-2020), село увійшло до складу новоутвореного Подільського району Одеської області.

## Населення
За переписом УРСР 1989 року чисельність наявного населення села становила 44 особи, з яких 17 чоловіків та 27 жінок.
За переписом населення України 2001 року в селі мешкало 29 осіб.

### Мова
Розподіл населення за рідною мовою за даними перепису 2001 року.
| Мова       | Відсоток |
| ---------- | -------- |
| українська | 96,55 %  |
| російська  | 3,45 %   |

## Відомі мешканці
Уродженці села:
- Агафангел (Пашковський) — український православний архієрей, первоієрарх Руської православної церкви закордоном (Агафангела) з титулом «митрополит Нью-Йоркський і Східно-Американський, архієпископ Таврійський і Одеський».
- Крук Іван Трохимович — український літературознавець, доктор філологічних наук, професор Київського педінституту, працював на кафедрі російської літератури.